# الفارعة (عمد)

تعديل مصدري - تعديل

الفارعة هي إحدى قرى  بمديرية عمد التابعة لمحافظة حضرموت، بلغ تعداد سكانها 23 نسمة حسب تعداد اليمن لعام 2004.